# Leslie Iwerks

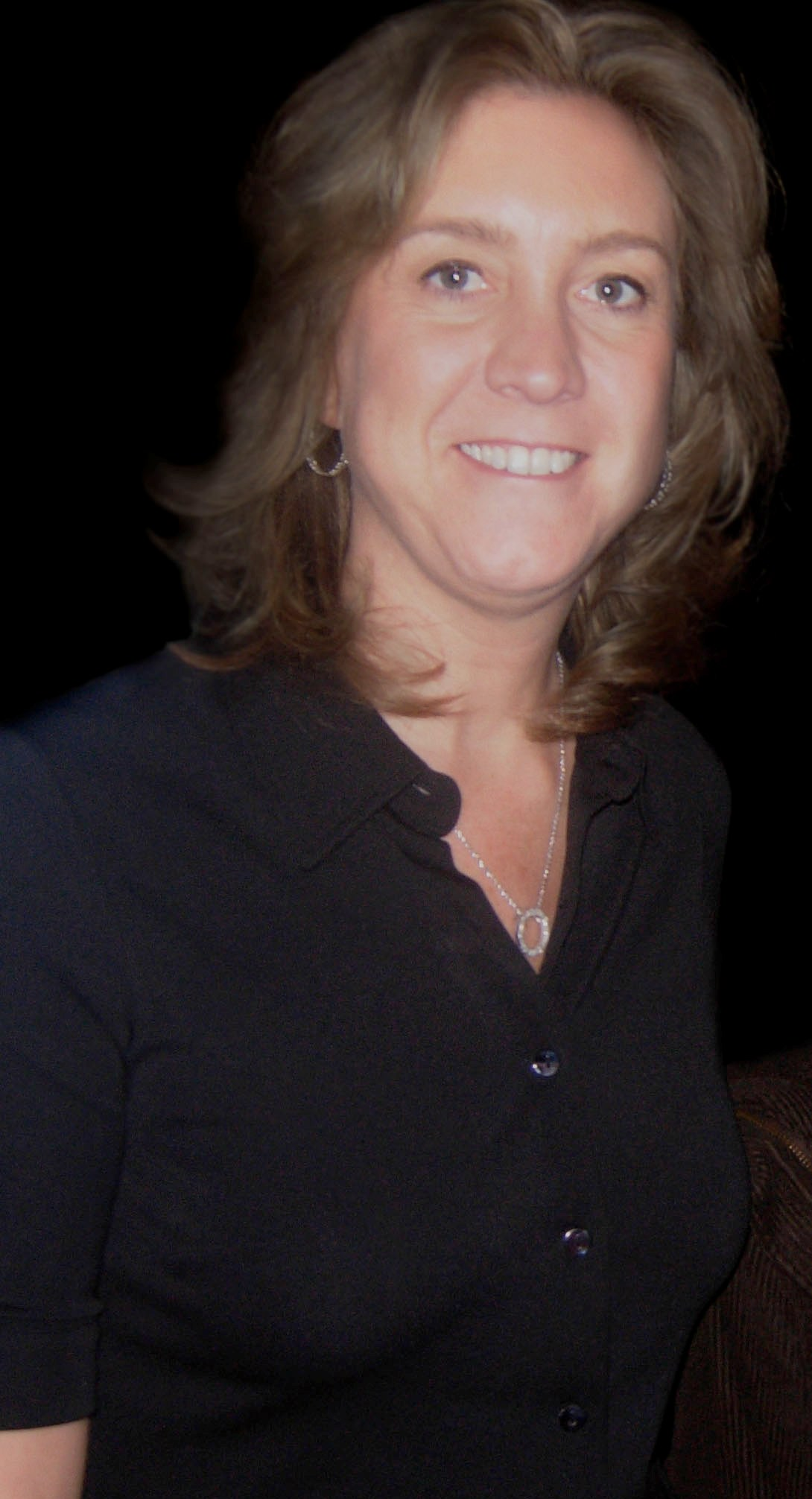
Leslie Iwerks (2007)

Leslie A. Iwerks (* 22. April 1970 in Los Angeles) ist eine US-amerikanische Filmregisseurin, Filmproduzentin und Drehbuchautorin. Sie produziert hauptsächlich Dokumentarfilme. Ihr Dokumentar-Kurzfilm Recycled Life wurde 2007 für einen Oscar nominiert.

## Leben und Wirken
Leslie Iwerks ist eine Tochter des Disney-Managers Don Iwerks und Enkelin des Trickfilmzeichners Ub Iwerks, der gemeinsam mit Walt Disney Mickey Mouse kreierte. Sie besuchte die USC School of Cinematic Arts in Los Angeles, die sie 1993 mit dem Bachelor abschloss.
Nach dem Studium war Iwerks als Regieassistentin tätig. Sie assistierte Steven Brill bei Mighty Ducks II – Das Superteam kehrt zurück (1994), Tom Shadyac bei der Produktion von Der verrückte Professor (1996) und Der Dummschwätzer (1997) sowie Michael Cristofer bei dem Fernsehfilm Gia – Der Preis der Schönheit (1998).
1999 schuf Iwerks einen biografischen Disney-Dokumentarfilm über ihren Großvater: The Hand Behind the Mouse: The Ub Iwerks Story, für den sie das Drehbuch schrieb, Regie führte und die Rolle der Produzentin übernahm.
2002 gründete sie ihre eigene Filmproduktionsfirma Leslie Iwerks Productions, Inc. in Cambria, Kalifornien. Sie leitet das Unternehmen von Santa Monica aus und produziert mit zwei Mitarbeitern Dokumentarfilme, TV-Specials und Digital Content für Firmen wie Disney, Pixar und National Geographic.
Auch bei dem 2006 veröffentlichten Dokumentar-Kurzfilm Recycled Life übernahm Iwerks alle wesentlichen Funktionen, wobei sie zusätzlich die Kamera führte. Das Drehbuch schrieb sie gemeinsam mit dem Fotografen und Filmproduzenten Mike Glad, der auch an der Produktion des Films beteiligt war. Für ihren Film, der auf der Mülldeponie von Guatemala-Stadt lebende Menschen porträtiert, wurden sie 2007 mit einer Oscar-Nominierung ausgezeichnet.
2007 drehte Iwerks außerdem die Dokumentation The Pixar Story, in der die Geschichte der Pixar Animation Studios dargestellt wird. Der Film wurde unter anderem für einen Emmy Award in der Kategorie Outstanding Nonfiction Special nominiert.
In den Folgejahren produzierte sie weitere erfolgreiche Dokumentationen. So kam ihr Kurzfilm Downstream, der die Problematik ungewöhnliche Krebsfälle in der Nähe von Athabasca-Ölsande aufgreift, 2008 in die engere Auswahl für einen Oscar. Das Gleiche gelang ihr 2011 mit der Kurzdoku Pipe Dreams, die von Landbesitzern an der Keystone-Pipeline handelt.
In den folgenden Jahren entstanden unter ihrer Leitung als Regisseurin und Produzentin unter anderem das Porträt einer Gastronomin aus New Orleans (Ella Brennan: Commanding the Table), eine Dokumentation über die Geschichte des Computerspiels League of Legends (League of Legends Origins) und eine sechsteilige Doku-Serie über das Unternehmen Walt Disney Imagineering (The Imagineering Story).
2018 wurde sie in die Academy of Motion Picture Arts and Sciences berufen, die jährlich die Oscars vergibt.

## Filmografie (Auswahl)
- 1993: Oh God. Please Don't Let Me Strike Out
- 1999: Die Hand, die sich hinter der Maus verbirgt (The Hand Behind the Mouse: The Ub Iwerks Story)
- 2004: The Ride/The Day
- 2006: Pixar's 20th Anniversary Special
- 2006: Recycled Life
- 2007: The Pixar Story
- 2009: Downstream
- 2009: Dirty Oil
- 2010: Industrial Light & Magic: Creating the Impossible
- 2011: Pipe Dreams
- 2012: Citizen Hearst
- 2016: Ella Brennan: Commanding the Table
- 2019: League of Legends Origins
- 2019: The Imagineering Story (Dokumentar-TV-Miniserie, 6 Folgen)
- 2019: Selling Lies
- 2021: Mau
- 2023: 100 Years of Warner Bros. (Dokumentar-TV-Miniserie, 4 Folgen)
- 2023: Superpowered: The DC Story (Dokumentar-TV-Miniserie, 3 Folgen)